# Fernando Murua Quintana
Fernando Murua Quintana (juny de 1962 - 3 de setembre de 2002), més conegut com a Fernandito, va ser el bateria original de la banda de punk La Polla Records.
Fernandito va començar tocant la bateria amb alguns coneguts de Salvatierra i també el tambor en els carnestoltes. Va formar part de la Polla Records des de l'inici del grup en 1979 fins a la seva defunció a causa d'un infart cerebral, el 3 de setembre de 2002 al seu domicili de Vitòria. La mort de Fernando va portar al grup a cancel·lar tots els concerts programats i a la seva posterior dissolució.

## Discografia amb La Polla Records
- Banco Vaticano (maqueta) - 1981
- Y ahora qué? (EP) - 1983
- Salve - 1984
- Revolución - 1985
- No somos nada - 1987
- Donde se habla - 1988
- En directo (directe) - 1988
- Ellos dicen mierda, nosotros amén - 1990
- Los jubilados - 1990
- Barman (EP) - 1991
- Negro - 1992
- Hoy es el futuro - 1993
- Bajo presión - 1994
- Carne para la picadora - 1996
- En turecto (directe) - 1998
- Toda la puta vida igual - 1999
- Bocas - 2001